# Otto Schröder (Kirchenmusiker)
Karl Otto Schröder (* 19. März 1860 in Halle (Saale); † 24. Januar 1946 ebenda) war ein deutscher Musiker, Kantor sowie Komponist.

## Leben
Der 1860 in Halle geborene Otto Schröder absolvierte nach dem Abitur das Studium der Klassischen Philologie an der Martin-Luther-Universität Halle-Wittenberg. Nachdem Schröder im Anschluss kurze Zeit als Gesangslehrer beschäftigt gewesen war, erhielt er seine musikalische Ausbildung am Leipziger Konservatorium. 1893 übernahm er die Stellen des Kantors an der Marktkirche Unser Lieben Frauen in Halle und jene des Chordirektors des dortigen Stadtsingechores, zusätzlich trat er als Konzertsänger auf.
1900 folgte Otto Schröder einem Ruf als Gymnasialkantor nach Torgau, dort gründete er den „Gesangsverein“, der sich insbesondere der Pflege der Werke von Heinrich Schütz sowie Johann Sebastian Bach verschrieb. 1910 erfolgte seine Ernennung zum Königlichen Musikdirektor, 1911 zum Professor, 1925 wurde er pensioniert. Danach kehrte er nach Halle zurück, dort beschäftigte er sich bis zu seinem Tod fast ausschließlich mit Johann Walter, übertrug dessen Werk in moderne Partitur und wurde schließlich von Max Schneider angeregt, eine Gesamtausgabe vorzubereiten und herauszugeben.
Das kompositorische Werk Otto Schröders umfasst Chorlieder sowie Motetten.